# ベトナム帰りのすごい奴
ベトナム帰りのすごい奴（原題：Ruckus）は1980年のアメリカ合衆国のアクション・コメディ映画。原題は「Ruckus in Maddoc County」「The Loner」「Big Ruckus In a Small Town」「Eat My Smoke」など、複数存在する。日本では劇場未公開で、バップからVHSが発売された。
「ベトナム戦争の退役軍人が社会になじめず、周囲の人々から迫害を受ける」という設定はランボーと類似しているが、本作はランボーの二年前に公開されている。

## あらすじ
ベトナム帰還兵のカイル・ハンソンは長年の戦いで心に傷を負っており、現在は放浪の旅に出ていた。あるとき南部の田舎町に立ち寄ったカイルは、町の男たちから暴行を受けるが、特殊部隊出身のカイルは逆に返り討ちにする。やがて保安官らが捜査に乗り出し、町の人々は総出でカイルを捕えようとする。
豪邸に忍び込んだカイルは町の有力者・サムの娘、ジェニーと出会う。カイルが危険だという噂を聞いていたジェニーは、最初は怯えるが、やがてカイルに理解を示すのだった。

## キャスト
※括弧内は日本語吹替（初回放送1989年1月25日 TBS『水曜シネマパラダイス』）
- カイル・ハンソン：ダーク・ベネディクト（大塚芳忠）
- ジェニー・ベローズ：リンダ・ブレア（佐々木優子）
- サム・ベローズ：ベン・ジョンソン（筈見純）
- ボビー・ベローズ：ボビー・ヒューズ（大谷育江）
- ジェスロ保安官：リチャード・ファーンズワース（藤本譲）
- デイブ副官：ジョン・ヴァン・ネス（秋元羊介）
- シーシー：マット・クラーク（千田光男）
- 軍曹：テイラー・ラッハー（池田勝）
- ホーマー：クリフ・ペロー（島香裕）
- ジョー：ベニー・ドビンズ（大塚明夫）